# Rhododendron laetum
Rhododendron laetum är en ljungväxtart som beskrevs av J. J. Smith. Rhododendron laetum ingår i släktet rododendron, och familjen ljungväxter. Inga underarter finns listade i Catalogue of Life.

## Bildgalleri

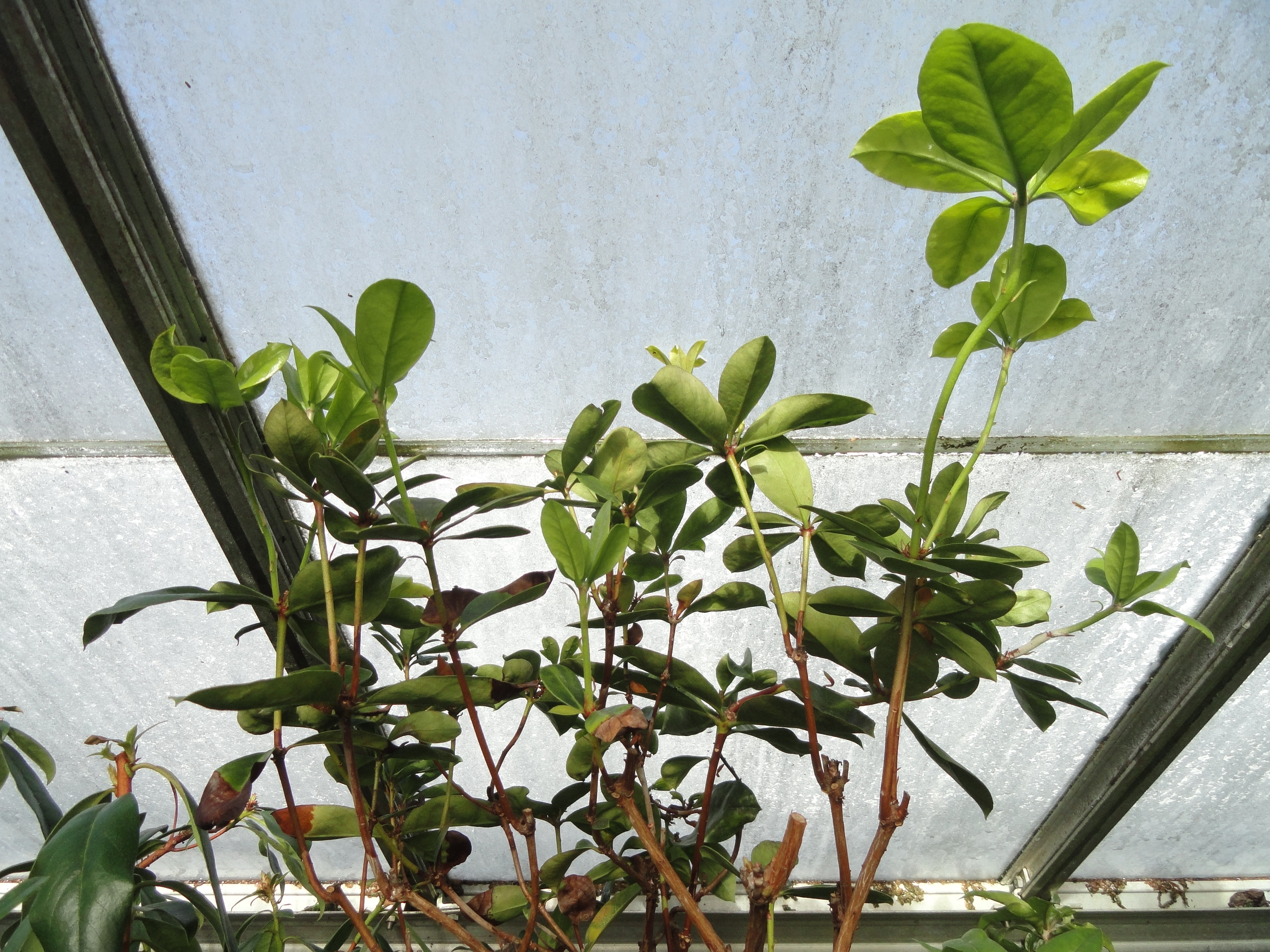
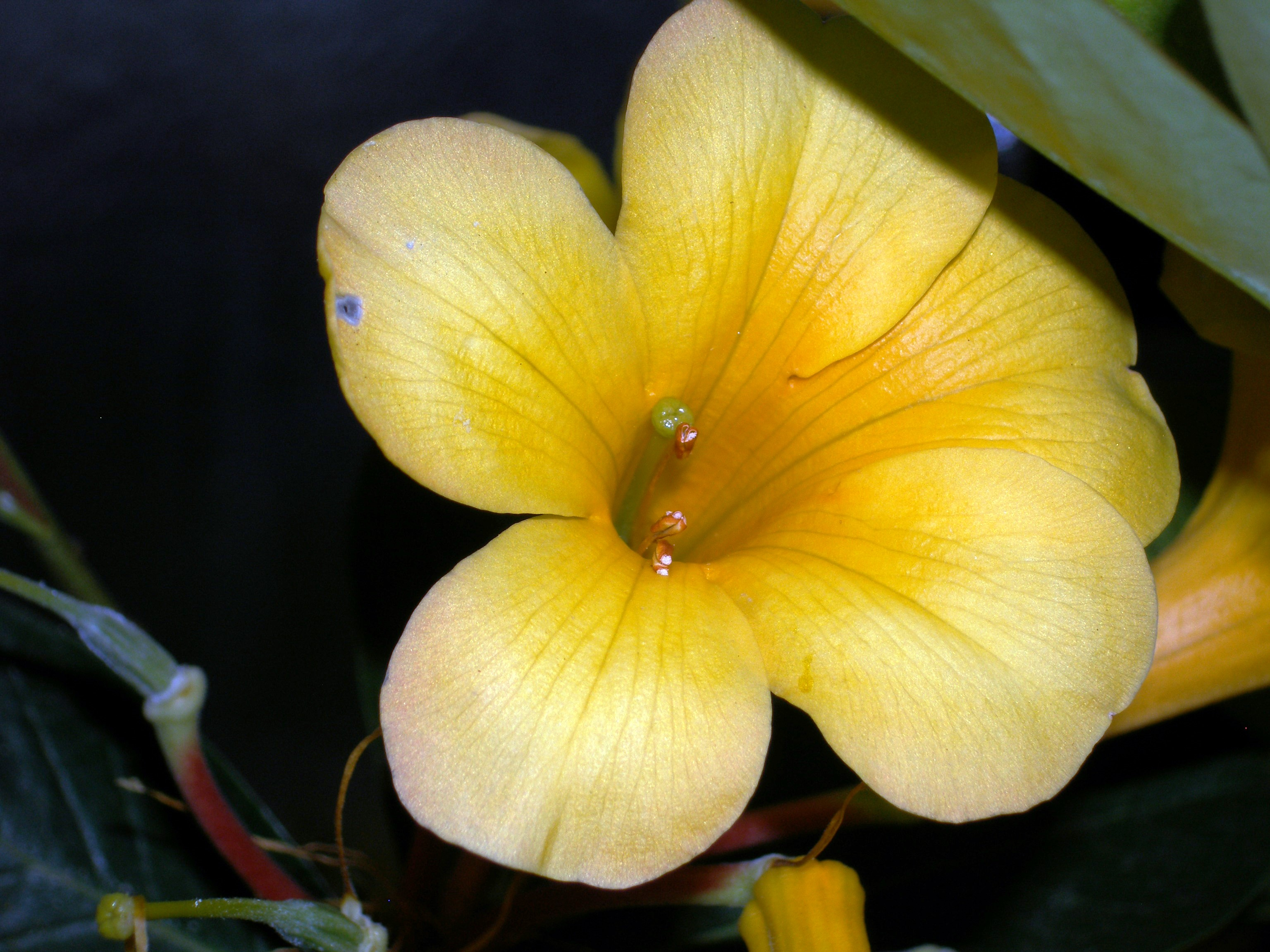